# Tano South Municipal District
| \| \| |
|       |

|  |

Der Tano South Municipal District ist ein Distrikt innerhalb der Ahafo Region im Westen Ghanas mit einer Gesamtfläche von 489 (anderen Angaben zufolge 635) Quadratkilometern. Hauptort und größte Ortschaft ist Bechem. Die Einwohnerzahl betrug im Jahr 2019 etwa 96.900; bei der Volkszählung 2010 hatte der Tano South Municipal District etwa 78.100 Einwohner.

## Geschichte
Im Zuge des Dezentralisierungsprozesses unter Präsident Jerry Rawlings wurde im März 1989 der Tano District gebildet. Der Tano South District entstand im August 2004 gemeinsam mit dem Tano North District durch Teilung dieses Distrikts (Legislative Instrument 1765). Im April 2018 erfolgte die Hochstufung zum Municipal District. Bis zum Februar 2019 gehörte das Gebiet zur aufgelösten Brong Ahafo Region.

## Geographie
Der Tano South Municipal District grenzt an den Distrikt Tano North Municipal der Ahafo Region, außerdem an die Distrikte Ahafo Ano North Municipal, Ahafo Ano South East und Offinso North der Ashanti Region.

## Ortschaften
Die zwanzig größten Ortschaften des Tano South Municipal Districts sind:
- Adaa
- Akrobo
- Ankaase
- Bechem
- Bechem Nkwanta
- Breme
- Derma
- Derma Nkwaakyire
- Dwomo
- Issaiah Krom
- Kofikrom
- Kwasu
- Mansing
- Mawaninso
- New Brosankro
- Old Brosankro
- Onwi Nkwanta
- Subriso
- Techimantia
- Tuagyankrom